# Городецкое (Ульяновская область)
Городецкое — село в Майнском районе Ульяновской области в составе Игнатовского городского поселения.

## География
Находится на расстоянии примерно 14 километров на юг по прямой от районного центра поселка Майна.

## История
Основано в конце 17 века беглыми крепостными крестьянами. Названо по фамилии помещика, который в 1913 году имел здесь усадьбу. На 1913 год здесь имелись: церковь, церковно-приходская школа, мельница. В 1913 году в селе были: 146 дворов, 669 жителей, церковь и школа.
В 1920 г. создано одно из первых в районе кооперативное товарищество «Новая жизнь» из 11 крестьянских хозяйств. В 1928 г. образовано товарищество по совместной обработке земли «Труженик» из 5 бедняцких хозяйств. 
В 1990-е годы работало отделение СПК«Сосновское».

## Население
Население составляло 107 человек в 2002 году (русские 77%), 69 по переписи 2010 года.

## Известные уроженцы
- Новичков, Александр Степанович (1914—1944) — участник Великой Отечественной войны, Герой Советского Союза. Родился в селе Городецкое.